# Yeomen Warders
Beefeaters

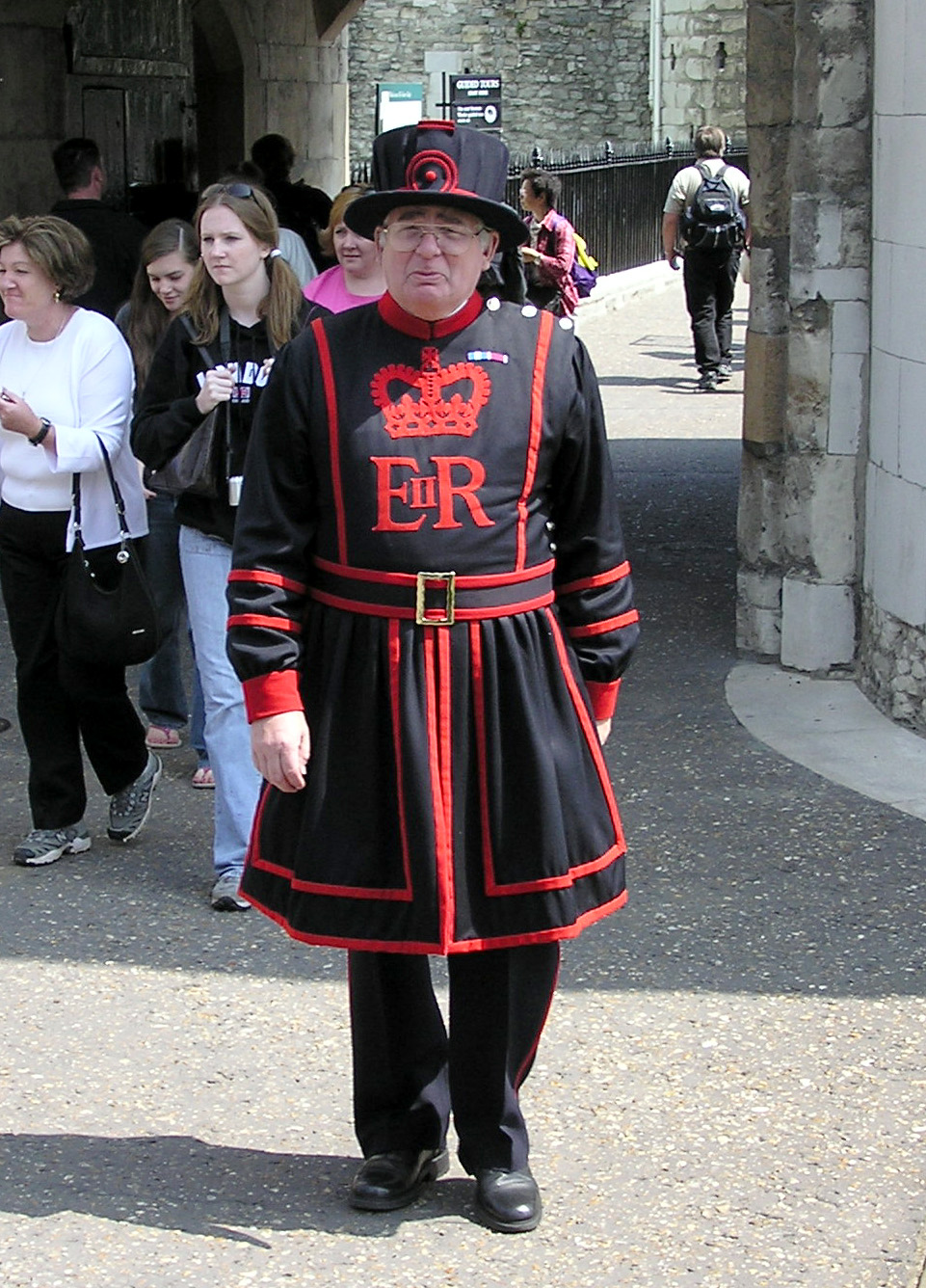
Un des gardes en uniforme. Sur le poitrail, le sigle désignant le souverain régnant orné d'une couronne. Ici, « EIIR » signifie Elizabeth II Regina (« reine Élisabeth II »)

Les Yeomen Warders (également connu sous le terme de Beefeaters) forment le corps des gardes d'apparat de la tour de Londres. Ils sont nominalement chargés de la surveillance des prisonniers de la Tour et de la protection des joyaux de la Couronne britannique. En pratique, ils servent de guides aux visiteurs tout en étant eux-mêmes l'une des attractions de la tour.
Ces gardes ont été intégrés à la tour de Londres en 1485 et forment un corps distinct de celui des Yeomen of the Guard (en) qui sont les gardes du corps royaux contemporains.
Leur recrutement se faisait à l'origine parmi les petits propriétaires campagnards du royaume appelé les Yeomen d’où le terme de Yeoman Warders pour les nommer.
Actuellement au nombre de 37, ils sont aujourd'hui recrutés parmi les anciens membres des forces armées britanniques. Ils doivent pour cela totaliser 22 années de service et être titulaires de la médaille pour long service et bonne conduite (en). En 2007, Moira Cameron est devenue la première femme Beefeater, corps exclusivement constitué jusqu'ici d'un effectif masculin.
Les origines du sobriquet de Beefeaters, c'est-à-dire « mangeurs de bœuf », qui leur est souvent attribué sont assez obscures. Une étymologie populaire prétend qu'ils auraient été nommés ainsi à cause des rations de viande de bœuf qu'ils recevaient quotidiennement pour s'assurer probablement de leur loyauté,.
Ils sont armés d’une hallebarde (lame ou pointe métallique fixée au bout d’un long manche de 2,5 m) et vêtus d’un uniforme dont l'origine remonte au début de l'ère Tudor. Ce costume est accompagné d’un chapeau rond. 